# Laich

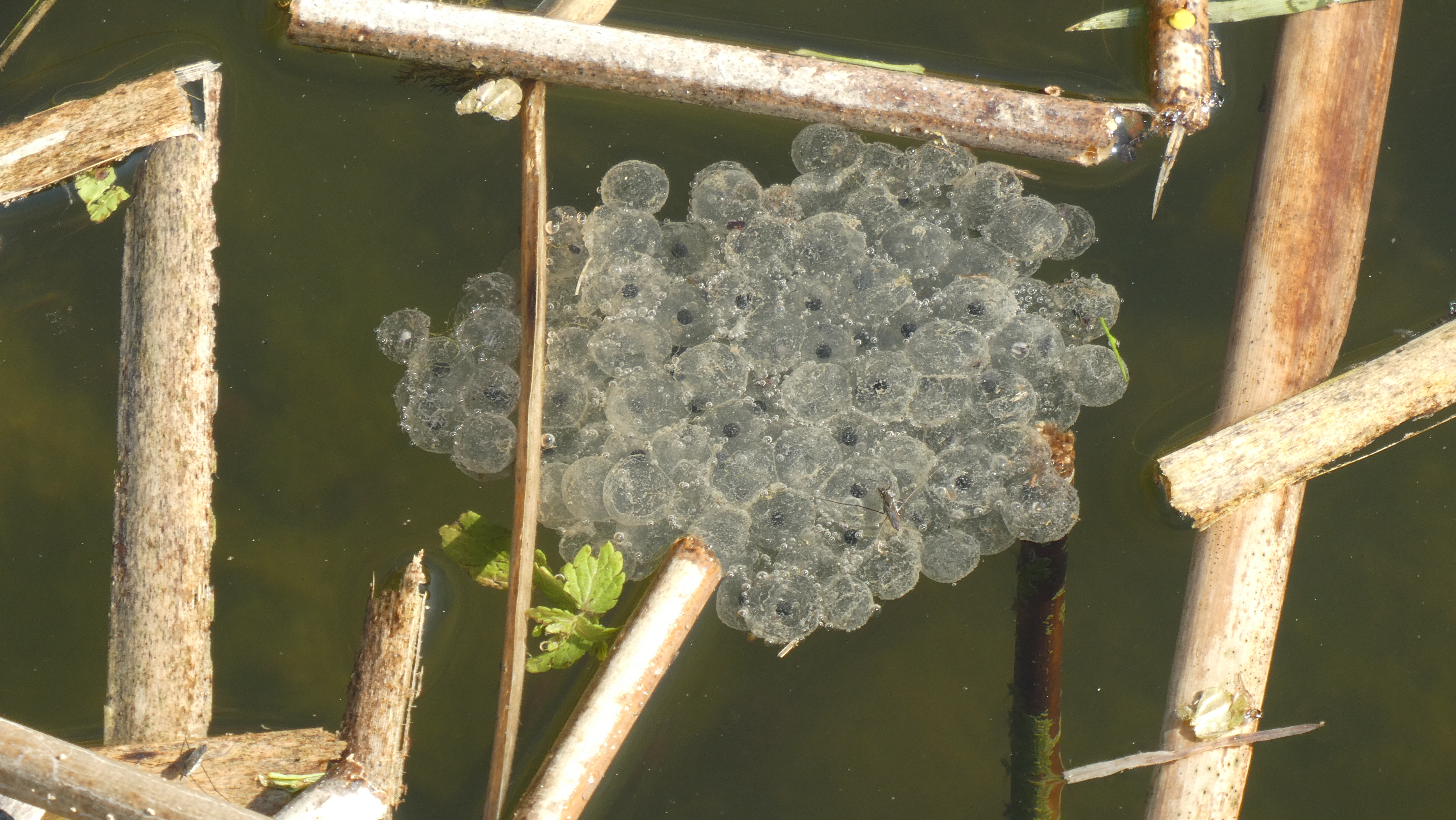
Froschlaich mit Gerris gibbifer

Als Laich werden die Eier von Tieren bezeichnet, bei denen die Eiablage im Wasser erfolgt. Dazu gehören Fische und Amphibien, aber auch Wasserschnecken.

## Fische

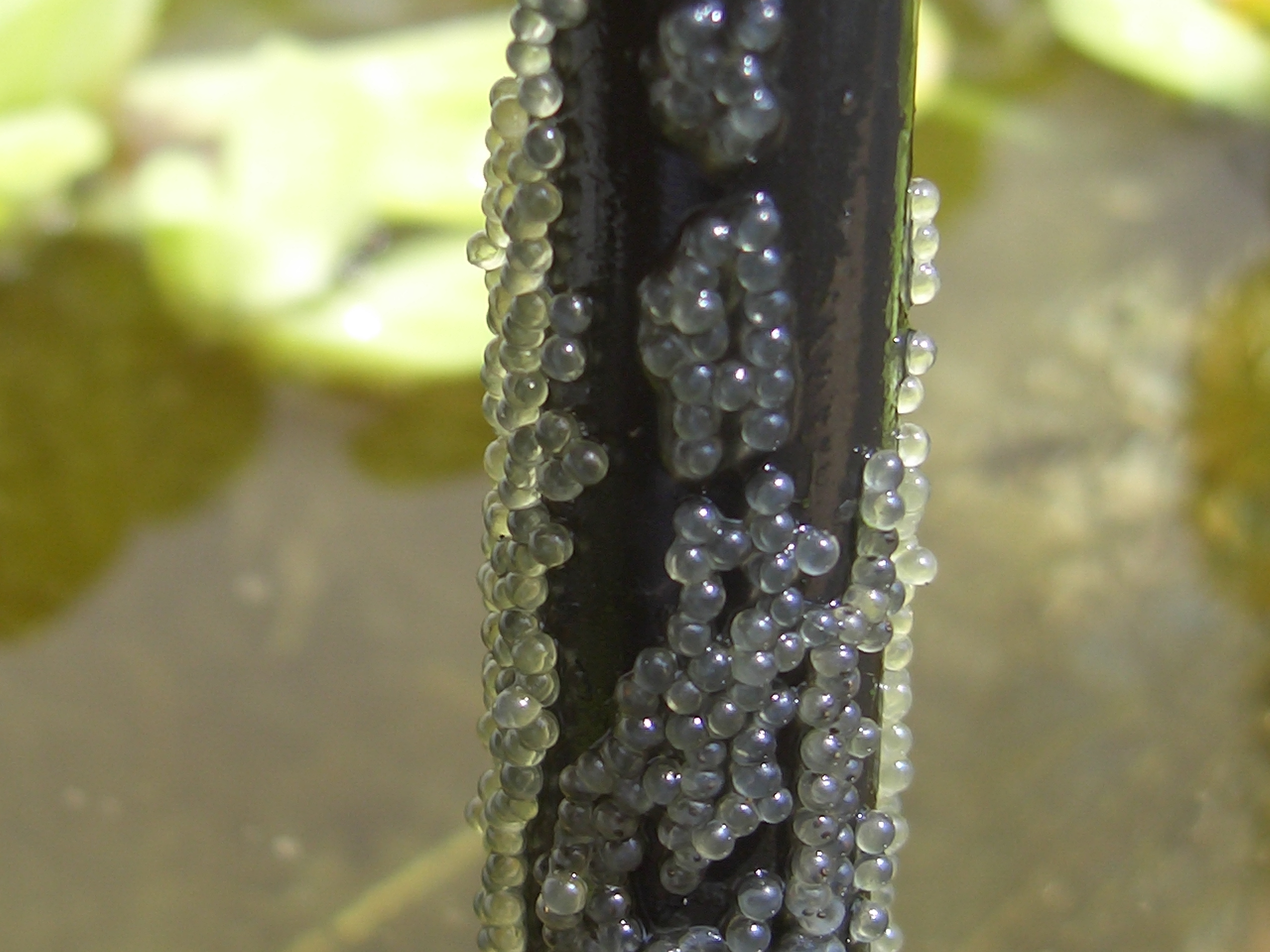
Laich des Moderlieschens

Bei den Fischen legt das Weibchen („Rogner“) den Laich – der, solange er sich noch innerhalb der Eierstöcke befindet, auch als Rogen bezeichnet wird – an Wasserpflanzen oder am Gewässergrund ab. Unmittelbar nach dem Absetzen werden die Eier vom Männchen („Milchner“) besamt. Im Gegensatz zu Haftlaichern geben Freilaicher ihre Eier ins freie Wasser ab. Dabei zeigen beispielsweise Doktorfische einen sogenannten „Tiefensprung“: Nach einem bestimmten Verhaltensmuster, durch das sich Männchen und Weibchen in ihrem Schwimmverhalten synchronisieren, steigen sie rasch um mehrere Meter nach oben. Dies bewirkt unter anderem eine Ausdehnung der Schwimmblase und damit einen höheren inneren Druck im Fisch. So wird ein leichteres und schnelleres Ausstoßen von Eiern und Sperma ermöglicht.
Manche Fische legen Laichgruben am Boden an, die bei großen Arten wie dem Huchen oder dem Lachs bis zu zwei Meter breit sein können. Bei den Männchen einiger Karpfenarten bildet sich während der Laichzeit eine Hautverhornung, die als „Laichausschlag“ bezeichnet wird.

## Amphibien

Froschlaich-Entwicklung

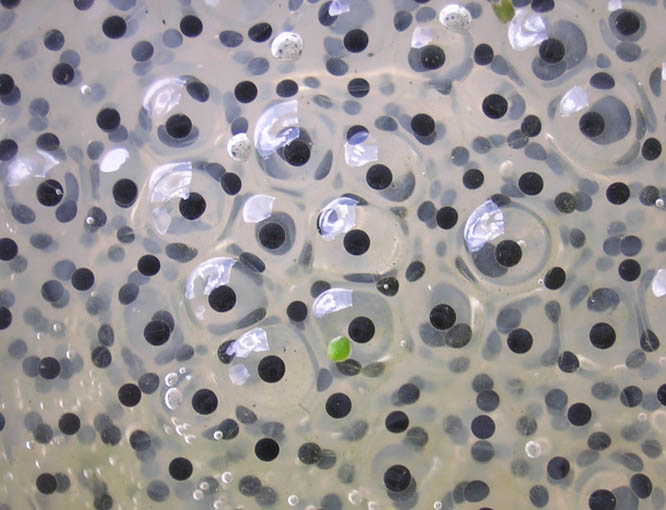
Braunfroschlaich

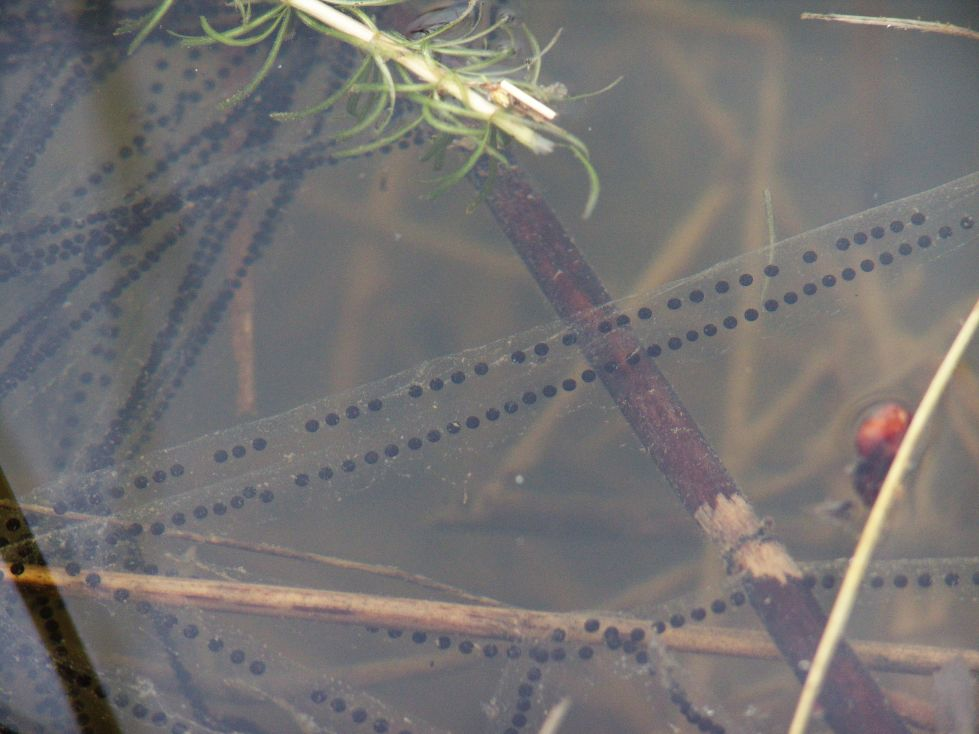
Erdkrötenlaich

Die Eier von Amphibien sind in der Regel von einer im Wasser aufquellenden Gelschicht umhüllt und werden in unterschiedlicher Form von den meisten Arten in einem Gewässer abgelegt. Aus dem Laich schlüpfen kiementragende Larven, die sich in Gewässern bis zur Metamorphose weiterentwickeln. Bei den Froschlurchen werden diese auch als Kaulquappen bezeichnet.
Echte Frösche (Ranidae) setzen größere, klumpige Laichballen ab. Während der Laich des Grasfrosches (Rana temporaria) oft an die Wasseroberfläche aufsteigt und dort große „Fladen“ bildet, bleibt der Laich anderer Arten meist untergetaucht. Zudem bilden Grasfrösche oft große Laichgesellschaften, aus denen teils großflächige „Laichcluster“ resultieren. Laubfrösche (Hylidae) heften ihre kleinen, etwa pflaumengroßen Laichballen gerne an Wasserpflanzen. Dies machen auch die Wasserfrösche (Pelophylax spec.), ihre Laichballen sind teils sehr unterschiedlich groß. In Europa ist den Echten Fröschen gemein, dass die Eier der früh im Jahr laichenden Arten vergleichsweise dunkel, die der spät laichenden Arten relativ hell sind.
Echte Kröten (Bufonidae) spannen lange Laichschnüre zwischen Wasserpflanzen und untergetauchten Ästen. Dabei produziert jeder der beiden Eierstöcke eine Laichschnur mit je nach Art einer oder zwei Reihen Eiern, die beispielsweise bei der Erdkröte und der Wechselkröte mehrere Meter lang sein und einige Tausend Eier enthalten können. Die Kreuzkröte legt ihre Laichschnüre oft direkt über seichtem Gewässergrund ab.
Knoblauchkröten (Pelobates fuscus) und andere Krötenfrösche produzieren relativ kurze Laichschnüre, die fast einen Zentimeter dick sein können. Sie wird zwischen senkrechten Strukturen (Pflanzenstängel u. ä.) unter Wasser verankert. Unken (Bombina) legen Einzeleier oder kleine Laichgruppen aus maximal 30 Eiern an Pflanzen oder am Gewässergrund ab.
Bei den Geburtshelferkröten (Alytes) winden sich die Männchen bei der Paarung die Laichschnüre um die Hinterbeine und tragen sie bis zum Schlupf der Kaulquappen mit sich herum.
Die Weibchen der Wassermolche (Triturus) als Vertreter der Schwanzlurche heften ihre Eier einzeln an Pflanzen unter Wasser an, indem die Weibchen mit den Hinterbeinen aktiv eine „Eitasche“ falten und sie mit der Eigallerte verkleben. Im Gegensatz zu den Froschlurchen, bei denen die Besamung der Eier erst nach Austritt aus der Kloake erfolgt (Amplexus), findet die Befruchtung bei den Wassermolchen schon im Körperinneren nach einem komplexen Paarungsspiel statt.